# Méru
Méru /meˈʁy/ è un comune francese di 13 249 abitanti situato nel dipartimento dell'Oise della regione dell'Alta Francia.

## Società

### Evoluzione demografica
Abitanti censiti

## Amministrazione

### Gemellaggi
- Borken (Hessen), dal 1944